# Hôn nhân cùng giới ở Costa Rica
Hôn nhân cùng giới ở Costa Rica đã trở thành hợp pháp kể từ ngày 26 tháng 5 năm 2020 theo phán quyết của Tòa án Tư pháp Tối cao. Costa Rica là quốc gia đầu tiên ở Trung Mỹ công nhận và thực hiện hôn nhân cùng giới.
Vào ngày 8 tháng 8 năm 2018, Tòa án Tối cao Costa Rica đã tuyên bố các phần của Bộ luật Gia đình cấm hôn nhân cùng giới là vi hiến, và cho Quốc hội Lập pháp 18 tháng để cải cách luật cho phù hợp nếu không lệnh cấm sẽ tự động bị bãi bỏ. Phán quyết được công bố trong bản tin tư pháp vào ngày 26 tháng 11 năm 2018, có nghĩa là hôn nhân cùng giới sẽ trở thành hợp pháp không muộn hơn ngày 26 tháng 5 năm 2020. Điều này theo sau phán quyết được đưa ra vào tháng 1 năm 2018 bởi Tòa án Nhân quyền liên Mỹ nêu rõ rằng các bên ký kết Công ước châu Mỹ về Nhân quyền được yêu cầu cho phép hôn nhân cùng giới.

Vấn đề này là một chủ đề chính trong cuộc tổng tuyển cử ở Costa Rica năm 2018. Sau phán quyết của tòa án, một số nỗ lực không thành công của các nhà lập pháp bảo thủ để trì hoãn thời hạn đã thất bại do không có sự ủng hộ.

## Kết hợp dân sự
Sự công nhận hợp pháp của hôn nhân cùng giới đã được tranh luận định kỳ từ năm 2007, với cuộc tranh luận lại nổi lên vào tháng 5 năm 2009 và gây ra tranh cãi đáng kể do ảnh hưởng mạnh mẽ của Giáo hội Công giáo trong quốc gia.
Năm 2008, một nhóm phản đối hôn nhân cùng giới đã yêu cầu cơ quan bầu cử của Costa Rica, Tòa án Supremo de Elecciones (TSE), tổ chức một cuộc trưng cầu dân ý về chủ đề này, một hành động chống lại hầu hết các tổ chức ủng hộ các liên minh dân sự cùng giới ở nước này. Vào ngày 1 tháng 10 năm 2008, TSE ủy quyền cho nhóm bắt đầu thu thập chữ ký theo yêu cầu của pháp luật để kích hoạt trưng cầu dân ý (5% số cử tri đã đăng ký). Đến tháng 7 năm 2010, các chữ ký cần thiết đã được thu thập và TSE bắt đầu quá trình tổ chức trưng cầu dân ý vào ngày 5 tháng 12 năm 2010. Trong khi đó, một số tổ chức và cá nhân, bao gồm Văn phòng Thanh tra của Costa Rica, đã yêu cầu Tòa án Tối cao xem xét tính hợp pháp của cuộc trưng cầu dân ý. Vào ngày 10 tháng 8 năm 2010, Tòa án Tối cao đã tuyên bố một cuộc trưng cầu dân ý như vậy là vi hiến. Tòa án kết luận rằng các cặp cùng giới tạo thành một nhóm thiểu số có hoàn cảnh khó khăn bị phân biệt đối xử và việc cho phép trưng cầu dân ý về quyền của họ sẽ có khả năng cho phép đa số người không thuộc LGBT hạn chế quyền của họ, và do đó làm tăng sự phân biệt đối xử. Sau đó, nó đã rơi vào Quốc hội của Costa Rica để lập pháp cho hôn nhân cùng giới.
Vào ngày 2 tháng 7 năm 2013, Hội đồng Lập pháp nhất trí thông qua một biện pháp có thể hợp pháp hóa các kết hợp dân sự như là một phần của dự luật lớn hơn sửa đổi Đạo luật của Thanh niên Tổng quát (tiếng Tây Ban Nha: Ley General de la Persona Joven). Việc thông qua dự luật được thừa nhận rộng rãi là một sai lầm bởi các nhà lập pháp không biết về ý nghĩa của nó; những người bỏ phiếu cho dự luật bao gồm các nhà lập pháp lên tiếng phản đối quyền LGBT. Tuy nhiên, sai lầm không ảnh hưởng đến tính hợp pháp của dự luật. Dự luật đã thay đổi điều 22 của Đạo luật về Thanh niên nói chung để công nhận: "Quyền được công nhận mà không phân biệt đối xử với nhân phẩm, hiệu quả kinh tế và xã hội của quan hệ đối tác trong nước tạo thành công khai, nổi tiếng là ổn định và ổn định, với năng lực pháp lý cho hôn nhân hơn ba năm." Dự luật cũng thay đổi Bộ luật Gia đình của đất nước để cho phép các cặp vợ chồng sống chung từ ba năm trở lên được công nhận là có một cuộc hôn nhân theo luật chung, điều này sẽ mang lại cho họ những lợi ích của các đối tác hợp pháp như tiền cấp dưỡng. Phiên bản được phê duyệt cuối cùng của dự luật không định nghĩa hôn nhân là giữa những người khác giới. Vào ngày 4 tháng 7 năm 2013, Tổng thống Laura Chinchilla đã ký dự luật thành luật. Một tuyên bố của Bộ trưởng Bộ Truyền thông nói rằng không cần phải phủ quyết dự luật đó và trách nhiệm giải thích nó thuộc về các nhà lập pháp và thẩm phán.
Vào tháng 7 năm 2013, một cặp vợ chồng cùng giới đã đệ đơn kháng cáo lên Tòa án Tối cao yêu cầu liên minh của họ được công nhận theo luật mới. Các nhà hoạt động vì quyền LGBT phản ứng với luật pháp nói rằng cần phải tồn tại một thách thức hiến pháp tại tòa án. Một số luật sư hiến pháp tuyên bố rằng các cặp cùng giới sẽ "vẫn thiếu năng lực pháp lý" để chính thức hóa các công đoàn của họ, bất chấp việc thông qua dự luật.
Vào ngày 3 tháng 12 năm 2014, Phó Chủ tịch Ana Helena Chacón Echeverría đã xác nhận rằng bốn đề xuất liên minh cùng giới sẽ được tranh luận bắt đầu vào tháng 1 năm 2015. Tổng thống Luis Guillermo Solís cho biết vào ngày 27 tháng 11 rằng ông ủng hộ một sáng kiến cùng tồn tại để trao quyền cho các cặp vợ chồng, nhưng không bất kỳ đề xuất nào của liên minh dân sự tương đương với hôn nhân. Vào giữa tháng 3 năm 2015, hai đề xuất của chính phủ đã được đệ trình và kiểm tra. Vào ngày 12 tháng 8 năm 2015, Chính phủ đã gửi một đề xuất hợp tác tới các phiên họp bất thường của Hội đồng Lập pháp, tìm cách đưa ra Điều 242 trong định nghĩa của Bộ luật Gia đình về việc chung sống trung lập về giới.
Vào tháng 6 năm 2015, một thẩm phán người Costa Rica đã trao một cuộc hôn nhân theo luật chung cho một cặp cùng giới, Gerald Castro và Cristian Zamora, dựa trên phán quyết của mình về luật pháp tháng 7 năm 2013. Các nhóm bảo thủ sau đó đã đệ đơn kiện cáo buộc thẩm phán vi phạm nghĩa vụ. Một tòa án hình sự đã xóa thẩm phán vào tháng 4 năm 2018.
Đầu tháng 7 năm 2018, sáu đại biểu của Đảng Thống nhất Kitô giáo đã giới thiệu một dự luật liên minh dân sự cho Hội đồng Lập pháp, khi đảng này phản đối việc hợp pháp hóa hôn nhân cùng giới. Theo dự luật, các cặp cùng giới sẽ được cấp gần như tất cả các quyền của hôn nhân, bao gồm cả lương hưu, trợ cấp thuế, nhà ở, quyền nhập cư,..., thông qua sự công nhận kết hợp dân sự hơn là hôn nhân. Nó đã bị Ủy ban Nhân quyền bác bỏ vào ngày 15 tháng 10 năm 2019. Dự luật thứ hai tương tự đã được trình bày vào tháng 9 năm 2019 bởi các nghị viện viên Đảng Tân Cộng hòa và Hiệp hội Cơ đốc giáo xã hội. Nó sẽ thiết lập pháp lý về "chung sống dân sự" dành cho các cặp đồng tính. Tuy nhiên, nó sẽ không cấp các quyền tương tự như hôn nhân, đặc biệt là liên quan đến quyền nhận con nuôi, tiếp cận các khoản vay, quyền công dân cho những người không phải là công dân kết hôn với một công dân Costa Rica và các khu định cư ly hôn. Nó được giới thiệu trước Quốc hội lập pháp vào ngày 18 tháng 2 năm 2020. Dự luật đã bị chỉ trích bởi các bên khác, bao gồm cả Đảng Phục hồi Quốc gia mà mục sư Eduardo Cruickshank mô tả nó là "vô trách nhiệm và theo chủ nghĩa dân túy".

## Hôn nhân cùng giới

Luật đồng tính luyến ái ở Trung Mỹ và quần đảo Caribbean.
Hôn nhân cùng giới
Loại hình hợp tác khác
Sống chung không đăng ký
Hôn nhân cùng giới nước ngoài được công nhận
Không có sự công nhận của các cặp cùng giới
Hiến pháp giới hạn hôn nhân với các cặp đôi khác giới
Hoạt động tình dục cùng giới bất hợp pháp nhưng không được thực thi
Hoạt động tình dục cùng giới chỉ bất hợp pháp đối với nam giới
Hoạt động tình dục cùng giới bất hợp pháp đối với nam và nữ

### Lịch sử
Vào ngày 23 tháng 5 năm 2006, Tòa án Tối cao phán quyết chống lại các cặp cùng giới tìm cách kết hôn hợp pháp. Trong quyết định 5-2, tòa án phán quyết rằng Hiến pháp nước này không yêu cầu công nhận hôn nhân cùng giới trong luật gia đình.
Vào ngày 19 tháng 3 năm 2015, một dự luật hợp pháp hóa hôn nhân cùng giới đã được giới thiệu cho Hội đồng lập pháp bởi Phó Ligia Elena Fallas Rodríguez từ Mặt trận rộng. Vào ngày 10 tháng 12 năm 2015, tổ chức Mặt trận vì Quyền bình đẳng (Frente por los Derechos Igualitutions) và một nhóm đại biểu của Đảng Nhân dân Hành động, Đảng Giải phóng Quốc gia và Mặt trận Rộng đã trình bày một dự luật khác. Dự luật đã được đệ trình lên Hội đồng vào ngày 28 tháng 1 năm 2016. Vào tháng 12 năm 2016, Đảng Nhân dân Hành động (PAC) đã tuyên bố hỗ trợ cho hôn nhân cùng giới. Dự án Hôn nhân bình đẳng của nó kêu gọi các cặp cùng giới nhận được các quyền giống như các cặp khác giới, bao gồm nhận con nuôi. Vài ngày sau, Chủ tịch Luis Guillermo Solís, một thành viên của PAC, tuyên bố phản đối cá nhân của mình đối với hôn nhân cùng giới. Tuy nhiên, ông đã thực hiện lại cam kết của mình để phê duyệt một luật chung sống cho các cặp cùng giới.
Costa Rica đã chứng kiến cuộc hôn nhân cùng giới đầu tiên vào năm 2015. Cặp đôi, Laura Florez-Estrada và Jasmine Elizondo, đã có thể kết hôn do một lỗi văn thư trong đó một trong những đối tác vô tình được ghi là người khác giới. Vào tháng 2 năm 2019, Chính phủ đã bỏ một vụ kiện chống lại cặp vợ chồng.
Vào tháng 4 năm 2017, một công dân Costa Rica và một công dân Mexico trước đây đã kết hôn với Mexico đã yêu cầu Đại sứ quán Costa Rica ở Thành phố Mexico công nhận hôn nhân đồng tính. Tuy nhiên, Cơ quan đăng ký dân sự của Costa Rica đã từ chối yêu cầu của họ, dựa trên lệnh cấm kết hôn cùng giới của đất nước. Vào tháng Năm, cặp vợ chồng đã kháng cáo quyết định của Cơ quan đăng ký dân sự, nhưng nó đã từ chối yêu cầu của họ một lần nữa vào tháng Sáu. Cặp vợ chồng đã kháng cáo lên Tòa án bầu cử tối cao và nói rằng, nếu phán quyết chống lại họ, họ sẽ kháng cáo lên Tòa án tối cao và sau đó tới Tòa án Nhân quyền liên Mỹ.
Vào tháng 11 năm 2017, Costa Rica đã tổ chức một hội nghị về quyền hôn nhân của các cặp cùng giới trên khắp Mỹ Latinh. Phát biểu tại hội nghị, Phó Tổng thống Ana Helena Chacón Echeverría, một trong hai phó tổng thống của Costa Rica, tuyên bố ủng hộ hôn nhân cùng giới.

### Phán quyết của Tòa án Nhân quyền Liên Mỹ 2018
Vào ngày 9 tháng 1 năm 2018, Tòa án Nhân quyền Liên Mỹ (IACHR) phán quyết rằng các quốc gia ký kết Công ước Mỹ về Nhân quyền được yêu cầu cho phép các cặp cùng giới kết hôn. Phán quyết tuyên bố rằng:
Nhà nước phải công nhận và bảo đảm tất cả các quyền có được từ một trái phiếu gia đình giữa những người cùng giới tính theo quy định tại Điều 11.2 và 17.1 của Công ước Hoa Kỳ. (...) theo các điều 1.1, 2, 11.2, 17 và 24 của Công ước Mỹ, cần đảm bảo quyền truy cập vào tất cả các nhân vật hiện có trong các hệ thống pháp luật trong nước, bao gồm quyền kết hôn. (..) Để đảm bảo bảo vệ tất cả các quyền của các gia đình được hình thành bởi các cặp cùng giới, không phân biệt đối xử với những người được tạo thành bởi các cặp vợ chồng dị tính.

Phán quyết này cũng đặt ra tiền lệ ràng buộc cho 15 quốc gia Châu Mỹ khác, những người đã phê chuẩn Công ước và chấp nhận quyền tài phán của Tòa án, cụ thể là Barbados, Bolivia, Chile, Cộng hòa Dominican, Ecuador, El Salvador, Guatemala, Haiti, Honduras, Mexico, lNicaragua, Panama, Paraguay, Peru và Suriname.
Chính phủ Costa Rica tuyên bố sẽ tuân thủ phán quyết. Phó Tổng thống Ana Helena Chacón Echeverría nói rằng phán quyết sẽ được thông qua trong "toàn bộ". Bộ Ngoại giao đã thông báo cho Tư pháp, Tòa án bầu cử tối cao (chịu trách nhiệm về Đăng ký dân sự) và Hội đồng lập pháp về phán quyết vào ngày 12 tháng 1.
Cặp đôi cùng giới đầu tiên dự kiến kết hôn vào ngày 20 tháng 1. Tuy nhiên, vào ngày 18 tháng 1, Hội đồng công chứng cấp trên tuyên bố rằng các công chứng viên không thể thực hiện hôn nhân cùng giới cho đến khi các điều khoản trong Bộ luật gia đình cấm các cuộc hôn nhân như vậy được Quốc hội thay đổi hoặc bị Tòa án tối cao đánh sập. Điều này đặt Hội đồng bất hòa với Chính phủ và IACHR, trong đó đưa ra phán quyết rằng thay đổi lập pháp là không cần thiết. Cặp vợ chồng tuyên bố ý định thách thức quyết định của Hội đồng tại Phòng Hiến pháp của Tòa án Tối cao (Sala IV). Bộ trưởng Bộ Tư pháp Marco Feoli nhắc lại lập trường của Chính phủ rằng phán quyết của IACHR hoàn toàn ràng buộc đối với Costa Rica.

#### Phản ứng
Costa Rica từ lâu đã cam kết với hệ thống luật pháp liên Mỹ và Hiến pháp của Costa Rica nói rõ rằng các thỏa thuận quốc tế của đất nước được ưu tiên hơn luật pháp quốc gia. Tòa án Tối cao Costa Rica đã nhiều lần phán quyết rằng IACHR là người phiên dịch dứt khoát của Công ước Nhân quyền Hoa Kỳ, và tất cả các phán quyết của Tòa án đều ràng buộc hoàn toàn đối với Costa Rica.
Các nhà hoạt động LGBT và các nhóm nhân quyền đã ăn mừng quyết định của IACHR, trong khi Giáo hội Công giáo và các nhóm truyền giáo lên án nó. Phán quyết đã gặp phải sự phẫn nộ giữa các nhóm bảo thủ và truyền giáo, những người nói rằng Tòa án đã thiếu tôn trọng luật pháp của Costa Rica. Một số người phản đối phán quyết kêu gọi nước này rời khỏi quyền tài phán của Tòa án, điều này đòi hỏi phải sửa đổi hiến pháp. Sửa đổi hiến pháp đòi hỏi phải chiếm đa số hai phần ba trong Hội đồng Lập pháp.
Một số người ủng hộ phán quyết đã lập luận rằng luật pháp địa phương không bắt buộc phải hợp pháp hóa hôn nhân cùng giới, trích dẫn quyết định của tòa án năm 2016 về việc hợp pháp hóa thụ tinh trong ống nghiệm (IVF), trong đó IACHR phán quyết rằng tổng thống và/hoặc nghị định của chính phủ là đủ để thực hiện các quyết định của mình.
Hầu hết các ứng cử viên trong bầu cử tháng 2 năm 2018 đã tuyên bố ủng hộ hoặc sẵn sàng tôn trọng phán quyết của IACHR, ngoại trừ Fabricio Alvarado, Stephanie Campos và Mario Rendondo, tất cả họ từ các đảng nhỏ Kitô giáo. Các ứng cử viên khác đã ủng hộ hôn nhân cùng giới trước phán quyết của IACHR, bao gồm cựu Bộ trưởng Bộ Lao động và An sinh xã hội Carlos Alvarado Quesada từ Đảng Nhân dân Hành động (PAC), Phó Edgardo Araya nghiêng trái và nhà hoạt động công đoàn lao động Jhon Vega. Các ứng cử viên còn lại báo hiệu rằng họ cá nhân phản đối hôn nhân cùng giới nhưng sẵn sàng chấp nhận phán quyết của Tòa án. Fabricio Alvarado, một nhà truyền giáo của Đảng phục hồi quốc gia, tuyên bố rằng Tòa án đã "vi phạm" chủ quyền của Costa Rica. Trong những ngày sau phán quyết của IACHR, Alvarado bắt đầu bỏ phiếu ở vị trí đầu tiên với 17%, tăng từ 3-5% trước phán quyết. Hỗ trợ cho Carlos Alvarado, một ứng cử viên hôn nhân cùng giới, cũng tăng đáng kể.
Trong Hội đồng Lập pháp hiện tại, tám trong số mười đại biểu PAC và José María Villalta, phó Mặt trận rộng, ủng hộ hôn nhân cùng giới. Hai đại biểu PAC còn lại và tất cả các đại biểu của Đảng giải phóng dân tộc (PLN), Đảng đoàn kết Kitô giáo xã hội (PUSC), Đảng Cộng hòa Kitô giáo xã hội (PRSC) và Đảng hội nhập quốc gia (PIN) bày tỏ sự ủng hộ của họ đối với quan hệ đối tác dân sự cùng giới. Trong số 14 đại biểu của Phục hồi Quốc gia cực kỳ bảo thủ, 12 người không trả lời và hai người bày tỏ sự phản đối với hôn nhân cùng giới mà không làm rõ liệu họ có ủng hộ quan hệ đối tác dân sự cùng giới hay không.
Trong cuộc tranh cử tổng thống ngày 1 tháng 4 năm 2018 giữa Carlos Alvarado và Fabricio Alvarado, được một số phương tiện truyền thông gọi là "cuộc trưng cầu dân ý về hôn nhân cùng giới", người ủng hộ hôn nhân cùng giới Carlos Alvarado đã giành được hơn 60% phiếu bầu. Sau chiến thắng của mình, anh nói: "Tôi sẽ lãnh đạo một chính phủ cho tất cả [đàn ông] và tất cả [phụ nữ]. Điều đó che chở tất cả mọi người, không có sự phân biệt."

### Phán quyết của Tòa án tối cao 2018

Tòa án công lý tối cao của Costa Rica (Corte Suprema de Justicia de Costa Rica) ban hành phán quyết vào tháng 8 năm 2018 ủng hộ hôn nhân cùng giới.

Vào ngày 24 tháng 1, Trung tâm Tư pháp và Luật pháp Quốc tế (Cejil) đã yêu cầu Phòng Hiến pháp của Tòa án Tối cao (Sala IV) đưa ra phán quyết về vấn đề hôn nhân cùng giới một cách nhanh chóng. Vào ngày 25 tháng 1, Hội đồng công chứng cấp trên đã làm rõ lập trường của mình, tuyên bố rằng các công chứng viên không thể thực hiện hôn nhân cùng giới cho đến khi Cơ quan đăng ký dân sự ban hành hướng dẫn về việc đăng ký kết hôn như vậy. Mặc dù vậy, một cặp đôi cùng giới đã kết hôn thành công trước một công chứng viên vào tháng 2 năm 2018. Công chứng viên trong câu hỏi phải đối mặt với một cuộc điều tra, nhưng bác bỏ mọi hành vi sai trái, nói rằng ông tôn trọng luật pháp quốc tế và có lập trường chống phân biệt đối xử khi kết hôn với cặp vợ chồng. Cuộc hôn nhân sau đó bị hủy bỏ. Thêm tám cặp cùng giới đã nộp đơn xin giấy chứng nhận kết hôn vào tháng 5 năm 2018.
Vào ngày 22 tháng 2 năm 2018, La Nación đã báo cáo rằng Sala IV đang xem xét sáu vụ kiện yêu cầu hợp pháp hóa hôn nhân cùng giới ở nước này. Vào ngày 9 tháng 3 năm 2018, Tổng chưởng lý đề nghị tòa án tuân theo phán quyết của IACHR và tuyên bố điều 14 của Bộ luật Gia đình, cấm kết hôn cùng giới, vi hiến. Vào ngày 14 tháng 5 năm 2018, Tòa án bầu cử tối cao tuyên bố rằng các cặp cùng giới không thể kết hôn trừ khi Điều 14 của Bộ luật gia đình bị bãi bỏ bởi Hội đồng lập pháp hoặc bị Tòa án tối cao đánh bại.
Vào ngày 18 tháng 7, thông báo rằng Sala IV sẽ ra phán quyết về hai vụ kiện từ năm 2013 và 2015 thách thức tính hợp hiến của các Điều 14 và 242 của Bộ luật Gia đình, cũng như Điều 4 của Đạo luật Người trẻ Chung 2013, trong nửa đầu tháng 8 năm 2018. Vào ngày 3 tháng 8, Ủy viên về các vấn đề dân số LGBTI của Tổng thống Cộng hòa, Luis Salazar, đã gửi một lá thư yêu cầu Sala IV hợp pháp hóa hôn nhân cùng giới, được ký bởi 182 nhân cách, bao gồm cả cựu tổng thống Luis Guillermo Solís, Laura Chinchilla, Óscar Arias và Abel Pacheco. Vào ngày 8 tháng 8 năm 2018, Sala IV đã tuyên bố cả ba điều khoản trong câu hỏi vi hiến, và đưa ra Hội đồng Lập pháp 18 tháng (kể từ khi công bố phán quyết) để sửa đổi luật cho phù hợp. Nếu Hội đồng không tuân thủ, cả hôn nhân cùng giới và cùng giới de facto các công đoàn sẽ tự động trở thành hợp pháp khi thời hạn kết thúc. Phán quyết được Tổng thống Carlos Alvarado Quesada hoan nghênh, nhưng một số nhà lập pháp bày tỏ nghi ngờ rằng Hội đồng Lập pháp sẽ sửa đổi luật trước thời hạn.
Vào ngày 14 tháng 11, Tòa án đã đưa ra phán quyết bằng văn bản, được công bố trong bản tin tư pháp ngày 26 tháng 11 năm 2018.
Dự đoán phán quyết có hiệu lực, các hướng dẫn mới cho phép các cặp cùng giới được hưởng trợ cấp nhà ở nếu họ sống chung ba năm đã được công bố trên công báo chính thức La Gaceta vào tháng 2 năm 2019. Các hướng dẫn đã được thông qua tuân thủ với phán quyết IACHR 2018.

### Nỗ lực để trì hoãn lập pháp
Vào tháng 2 năm 2019, một nhóm các đại biểu bảo thủ đã đưa ra một sửa đổi hiến pháp để cấm kết hôn cùng giới. Theo các đại biểu, sáng kiến này được hỗ trợ bởi 150.000 công dân. Dự luật tìm cách sửa đổi Điều 52 của Hiến pháp từ văn bản hiện hành: "Hôn nhân là cơ sở thiết yếu của gia đình và dựa trên quyền bình đẳng của vợ chồng" thành "Hôn nhân là sự kết hợp của một người đàn ông và một người phụ nữ, dựa trên quyền bình đẳng của vợ chồng và là cơ sở thiết yếu của gia đình. "Sự ra mắt của sáng kiến có sự tham gia của khối Đảng Tân Cộng hòa (PNR), Nghị sĩ Độc lập Érick Rodríguez Steller, Patricia Villegas Álvarez từ Đảng Hội nhập Quốc gia (PIN), Shirley Díaz Mejías từ Đảng Đoàn kết Kitô giáo Xã hội (PUSC), và một phe của Đảng Cộng hòa Kitô giáo Xã hội (PRSC). Sửa đổi hiến pháp đòi hỏi phải chiếm 2/3 đa số trong Hội đồng Lập pháp. Một số chuyên gia đã tuyên bố rằng sáng kiến này có cơ hội thành công thấp, vì nó cần ít nhất 38 phiếu, và người đứng đầu các nhóm đảng chính bao gồm PLN và PAC, hai nhóm lớn nhất, đã tuyên bố rằng họ sẽ không ủng hộ biện pháp này.
Vào ngày 12 tháng 5 năm 2020, một kiến nghị yêu cầu Tòa án Tối cao hoãn việc áp dụng phán quyết để có thêm thời gian lập pháp do đại dịch COVID-19 do 26 đại biểu ký đã được trình lên Chủ tịch Hội đồng Lập pháp Eduardo Cruickshank. Vào ngày 19 tháng 5, hội đồng đã bác bỏ đề xuất của Cruickshank về việc đưa đề nghị này lên đầu chương trình nghị sự của Hội đồng, với 33 phiếu chống và 20 phiếu thuận.
| Đảng chính trị                        | Phiếu thuận | Phiếu chống | Phiếu trắng                                       |
| ------------------------------------- | --- | --- | ------------------------------------------------- |
| Đảng Giải phóng Quốc gia (PLN)        | 2 - Luis Antonio Aiza Campos - David Gourzong Cerdas | 14 - Carlos Ricardo Benavides Jiménez - Silvia Hernandez Sánchez - Ana Karine Niño Gutiérrez - Roberto Thompson Chacón - Maria José Corrales Chacón - Daniel Ulate Valenciano - Paola Valladares Rosado - Luis Fernando Chacón Monge - Ana Lucia Delgado Orozco - Jorge Fonseca Fonseca - Aida Maria Montiel Hector - Franggi Nicolas Solano - Gustavo Viales Villegas - Yorleni Leon Marchena | 1 - Wágner Jiménez Zuñiga                         |
| Đảng Nhân dân Hành động (PAC)         | – | 9 - Nielsen Pérez Pérez - Victor Morales Mora - Paola Vega Rodriguez - Enrique Sánchez Carballo - Carolina Hidalgo Herrera - Luis Ramón Carranza Cascante - Mario Castillo Mendez - Laura Guido Perez - Catalina Montero Gómez | 1 - Welmer Ramos González                         |
| Đảng Đoàn kết Kitô giáo Xã hội (PUSC) | 2 - Shirley Díaz Mejías - Oscar Cascante Cascante | 6 - María Vita Monge Granados - Aracelly Salas Eduarte - Pablo Heriberto Abarca Mora - José María Villalta Florez-Estrada - Erwen Yanan Masís Castro - Pedro Muñoz Fonseca | 2 - María Inés Solís Quirós - Rodolfo Peña Flores |
| Đảng Phục hồi Quốc gia (PRN)          | 7 - Eduardo Cruickshank Smith - Giovanni Gómez Obando - Mileidy Alvarado Arias - Floria Segreda Sagot - Mélvin Nuñez Piña - Carlos Avendaño Calvo - Xiomara Rodríguez Hernández | – | –                                                 |
| Khối Tân Cộng hòa (BNR)               | 6 - Carmen Chan Mora (independiente, curul 48) - Harllan Hoepelman Paez (independiente, curul 7) - Jonathan Prendas Rodríguez (independiente, curul 43) - Nidia Céspedes Cisneros (independiente, curul 23) - Marulin Azofeifa Trejos (independiente, curul 54) - Ignacio Alpizar Castro (independiente, curul 24) | – | –                                                 |
| Đảng Hội nhập Quốc gia (PIN)          | 1 - Patricia Villegas Álvarez | 1 - Walter Muñoz Céspedes | –                                                 |
| Đảng Cộng hòa Kitô giáo Xã hội (PRSC) | 1 - Dragos Dolanescu Valenciano | 1 - Otto Roberto Vargas Víquez | –                                                 |
| Mặt trận rộng (FA)                    | – | 1 - José María Villalta Florez-Estrada | –                                                 |
| Chính trị gia độc lập                 | 1 - Erick Rodríguez Steller | 2 - Zoila Volio Pacheco - Ivonne Acuña Cabrera | –                                                 |
| Tổng cộng                             | 20 | 33 | 4                                                 |

### Hôn nhân cùng giới có hiệu lực
Do đó, phán quyết của tòa án có hiệu lực vào ngày 26 tháng 5 năm 2020. Lễ kết hôn đầu tiên của một cặp đôi cùng giới, Alexandra Quirós Castillo và Dunia Daritza Araya Arguedas được phát sóng bởi Kênh Quốc gia 13 vào lúc nửa đêm ngày 26 tháng 5. Một số nghi lễ khác đã diễn ra vào ngày hôm đó.
Các quan chức nhà nước sau đó đã làm rõ rằng các cặp đồng tính đã kết hôn được phép nhận con nuôi. Trong một cuộc phỏng vấn vào tháng 6 năm 2020, Jorge Urbina Soto, điều phối viên của Viện Trẻ em Quốc gia (PANI, Patronato Nacional de la Infancia ) tuyên bố rằng tất cả các bậc cha mẹ nuôi tương lai đều được đánh giá đủ điều kiện không phân biệt khuynh hướng tình dục hay giới tính. Tòa án Bầu cử Tối cao cũng làm rõ rằng nếu một cặp đồng tính nữ đã kết hôn thụ thai bằng phương pháp thụ tinh hỗ trợ, người mẹ không phải là mẹ ruột sẽ tự động được công nhận là mẹ hợp pháp của đứa trẻ.
Tòa án Tối cao đã ra phán quyết vào tháng 6 năm 2020 rằng các thẩm phán được bổ nhiệm trước khi hợp pháp hóa hôn nhân cùng giới có thể từ chối chủ trì cuộc hôn nhân như vậy, miễn là họ đã thông báo cho Hội đồng Tư pháp Cấp cao và một thẩm phán thay thế đã được tìm thấy. Các thẩm phán được bổ nhiệm kể từ khi hợp pháp hóa hôn nhân đồng tính không thể từ chối việc long trọng hóa hôn nhân.
Vào tháng 7 năm 2020, Hiệp hội các công ty du lịch Costa Rica (ACAV) tuyên bố rằng việc hợp pháp hóa hôn nhân cùng giới sẽ làm tăng hoạt động du lịch ở Costa Rica và giúp thúc đẩy nền kinh tế đang suy yếu của đất nước sau đại dịch COVID-19.

### Số liệu thống kê
82 cặp cùng giới kết hôn vào tuần đầu tiên sau khi hợp pháp hóa hôn nhân cùng giới.
Vào tháng 2 năm 2021, Tòa án Bầu cử Tối cao thông báo rằng 675 cuộc hôn nhân cùng giới đã diễn ra ở Costa Rica vào thời điểm đó. 15% được thực hiện tại các cơ quan tham vấn và đại sứ quán của Costa Rica, chủ yếu ở Hoa Kỳ, Mexico và Tây Ban Nha.
Dữ liệu sơ bộ từ Viện Thống kê và Điều tra Dân số Quốc gia của Costa Rica cho thấy rằng phần lớn các cuộc hôn nhân cùng giới được thực hiện vào năm 2020 được đăng ký tại tỉnh San José:
| Tỉnh       | 2020 |
| ---------- | ---- |
| Alajuela   | 73   |
| Cartago    | 37   |
| Guanacaste | 14   |
| Heredia    | 60   |
| Limón      | 8    |
| Puntarenas | 27   |
| San José   | 230  |
| Tổng cộng  | 449  |

## Dư luận
Một cuộc thăm dò được thực hiện từ ngày 4 đến 10 tháng 1 năm 2012, bởi La Nación cho thấy 55% người Costa Rico ủng hộ tuyên bố "các cặp cùng giới nên có quyền giống như các cặp dị tính", trong khi 41% phản đối. Hỗ trợ cao hơn ở những người trong độ tuổi 18-34, ở mức 60%.
Theo khảo sát của Pew Research Center, được thực hiện từ ngày 9 tháng 11 đến ngày 19 tháng 12 năm 2013, 29% người Costa Rico ủng hộ hôn nhân cùng giới, 61% đã phản đối.
Một cuộc thăm dò được thực hiện vào tháng 8 năm 2016 bởi Centro de Investigación y Estudios Políticos (CIEP) chỉ ra rằng 49% người Costa Rico phản đối sự công nhận hợp pháp của các hiệp hội cùng giới, trong khi 45% ủng hộ. 6% không chắc chắn.
AmericaBarometer 2017 cho thấy 35% người Costa Rico ủng hộ hôn nhân cùng giới.
Một cuộc thăm dò được công bố vào tháng 1 năm 2018 bởi CIEP cho thấy 35% dân số Costa Rica ủng hộ hôn nhân cùng giới, với 59% phản đối.